# アガペトゥス1世 (ローマ教皇)
アガペトゥス1世（Agapetus I, ? - 536年4月22日）は、ローマ教皇（在位：535年 - 536年）。カトリック教会で聖人とされる。